# Natalianira spinosa
Natalianira spinosa là một loài chân đều trong họ Katianiridae. Loài này được Kensley miêu tả khoa học năm 1984.